# Санкт-Петербург (телеканал)
«Санкт-Петербург» — петербургский городской телеканал, осуществляющий круглосуточное вещание через сети кабельных операторов Санкт-Петербурга и Ленинградской области. Вещается акционерным обществом «Городское агентство по телевидению и радиовещанию». Является сетевым партнёром телеканала ОТР (ежедневно c 17:00 до 19:00).

## История
О создании телеканала объявили осенью 2009 года, когда владелец ТРК «Петербург» заявил о реформе «Пятого канала», вследствие которой увольнению подверглось около 15 % сотрудников и количество петербургских новостей резко сократилось. Сначала этот проект планировала взять на себя НМГ. Однако позже выяснилось, что новый канал будет создаваться при финансовой поддержке Правительства Санкт-Петербурга. Генеральным директором компании стал бывший председатель комитета по печати правительства Санкт-Петербурга Юрий Зинчук, официальным владельцем телеканала было ОАО «Городское агентство по телевидению и радиовещанию».
Первые программы телеканала вышли в эфир 10 октября 2010 года. На подготовку к запуску телеканала потратили всего 38 дней.
Сайт телеканала https://topspb.tv/ был запущен 27 мая 2011 года в честь дня города.
Изначально у «Санкт-Петербурга» не было возможности вещать эфирным способом, и он был доступен только в кабельных сетях.
Решением Федеральной конкурсной комиссии по телерадиовещанию от 15 февраля 2017 года телеканал выбран обязательным общедоступным региональным телеканалом («21-я кнопка») Санкт-Петербурга.
С 1 февраля 2018 года телеканал перешёл на формат вещания 16:9.
С 1 марта 2021 года начато вещание программ телеканала «Санкт-Петербург» (ежедневно с 17:00 до 19:00) на ОТР (на территории Петербурга и Ленинградской области).
C 12 апреля 2021 года перешёл на формат вещания HDTV. Также в эфире телеканала появились новые программы.

## Зона вещания
В настоящее время телеканал вещает в сетях большинства кабельных операторов Санкт-Петербурга и Ленинградской области, а также входит в основной пакет спутниковых каналов «Триколор», НТВ-плюс (пакет Базовый он-лайн),  «МТС», на онлайн-платформах Okko, Start, Смотрëшка, Wink, в приложениях Peers TV, Лайм ТВ, Wifire.
На конец 2015 года аудитория канала составляла 11 миллионов абонентов. На конец 2020 года — 22,5 миллиона.

## Программы
Большую часть эфира телеканала «Санкт-Петербург» (45 %) составляют программы собственного производства. В прямом эфире выходит 30 % программ.
| Название                                      | Описание | Ведущие |
| --------------------------------------------- | --- | --- |
| «Новости», «Новости. Итоги дня»               | информационная программа | |
| «Петербург — город решений»                   | прямой эфир об актуальных вопросах жизни Санкт-Петербурга с первыми лицами города и приглашëнными экспертами.                                                                     | Лидия Виэльба, Ирина Степанова |
| «Прямая линия Правительства Санкт-Петербурга» | ежемесячные тематические прямые линии с Губернатором и членами Правительства Санкт-Петербурга, курирующими разные направления жизни города. Программа выходит с февраля 2023 года | |
| «Вектор успеха»                               | новости экономики | Анастасия Измайлова, Аркадий Шароградский                                                                                            |
| «Новости спорта»                              | новости спорта | Анна Кесслер, Иван Лосев, Павел Богданов                                                                                             |
| «Степень защиты»                              | информационно-аналитическая программа о безопасности | Елена Болдышева |
| «Культурная эволюция»                         | новости культуры | Катерина Павлюченко, Александра Мымрина                                                                                              |
| «Утро в Петербурге»                           | утренний информационный канал | Дарина Шарова, Ксения Бобрикова, Марианна Дьякова, Николай Растворцев, Михаил Спичка, Людмила Ширяева, Тимофей Зудин и Василий Киров |
| Улица Правды                                  | общественно-политическое ток-шоу с участием известных лиц города | Екатерина Ищенко, Ирина Степанова, Юрий Зинчук, Александр Малькевич                                                                  |
| «Петербургский дневник»                       | общественно-политическая программа о городских событиях | Татьяна Элькина, Екатерина Енгалычева                                                                                                |
| «Партбюро»                                    | общественно-политическая программа | Юрий Зинчук |
| «Полезная консультация»                       | информационно-познавательная программа о том, что волнует петербуржцев | Дарина Шарова, Ксения Бобрикова, Марианна Дьякова, Николай Растворцев, Михаил Спичка, Людмила Ширяева, Тимофей Зудин и Василий Киров |
| «Пульс города»                                | еженедельная информационно-публицистическая программа | Юрий Зинчук |
| «Такой футбол»                                | программа о важных и интригующих темах футбола | Иван Лосев, Александр Буренин |
| «Телевизионная театральная гостиная»          | культурный проект | Рудольф Фурманов, Александр Олешко, Влад Фурман, Юлия Рутберг                                                                        |
| «Малые родины большого Петербурга»            | проект об исторических районах города | Валерий Кухарешин (за кадром) |
| «Окно в кино»                                 | еженедельный тележурнал о кинематографе | Андрей Смирнов |
| «В ритмах Петербурга»                         | музыкальный проект | Тимофей Зудин |
| «Дикие выходные с Павлом Глазковым»           | программа о флоре и фауне Санкт-Петербурга и Ленинградской области | учёный, кандидат биологических наук Павел Глазков                                                                                    |
| «Лесные новости»                              | постоянная рубрика в эфире программы «Утро в Петербурге», выходит с 7 апреля 2021 года                                                                                            | учёный, кандидат биологических наук Павел Глазков                                                                                    |
| «Главный врач»                                | еженедельная программа о здоровье человека | главный врач больницы имени Боткина Денис Гусев и Екатерина Енгалычева                                                               |
| «Эрмитаж. Говорим и показываем»               | совместный проект Государственного Эрмитажа и телеканала «Санкт-Петербург» | Марианна Дьякова, Михаил Спичка |
| «Ленинградская коллекция»                     | программа знакомит зрителя с телеспектаклями, поставленными в Ленинграде | Борис Гершт |
| «Действующие лица»                            | программа о лицах города | Ольга Разина |
| «Папа, мама, я — спортивная семья»            | семейная спортивная программа | Николай Растворцев |
| «Сила слова»                                  | интеллектуальная игра для старшеклассников, посвященная русскому языку | Александр Малич |
| «Другая команда»                              | спортивная программа о ХК «Динамо (СПб)» и хоккее | Александр Буренин |

По словам группы авторов во главе С. Н. Ильченко, большую часть эфира телеканала по состоянию на 2013 год занимали разные кинофильмы, из собственных продуктов выделялись только тематические выпуски новостей и актуальные интервью. Авторы канала обращали внимание как на классику мирового кинематографа и телесериалы, так и оригинальные фильмы, а также внедряли в сетку спортивную тематику. В то же время базисной оставалась ставка на информационные и аналитические программы.
В 2014—2015 годах транслировались матчи с участием футбольного клуба «Зенит» в Чемпионате России по футболу (домашние игры — в прямом эфире, гостевые — в записи). Права на трансляции были приобретены у дочерней компании Российской футбольной премьер-лиги «Лига-ТВ». Стоимость прав составила 80 миллионов рублей.
С 2019 года вновь транслируются матчи с участием футбольного клуба «Зенит» в Чемпионате России по футболу, но только в записи Права на трансляции приобретены у телеканала Матч ТВ.
С 28 ноября 2021 года телеканал показывает трансляции хоккейных матчей хоккейного клуба «Динамо» в прямом эфире или записи. При поддержке клуба с 27 ноября по субботам выходит также спортивная передача «Другая команда», рассказывающая о «Динамо» и чемпионате ВХЛ.

## Награды телеканала
- САМИ-2010 в номинации «Событие года»: открытие телеканала «Санкт-Петербург»
- «Золотое перо-2011» в номинации «Событие года»: запуск телеканала «Санкт-Петербург»
- ТЭФИ-2013: приз в специальной номинации «Паралимпийский спорт» за программу «Преодоление»
- ТЭФИ-2013: программа «Папа, мама, я — спортивная семья» (финалист конкурса)
- СеЗаМ-2013: программа «Пульс города» в номинации «Лучший телепроект»
- ЭКОПОЗИТИВ-2013: премия в номинации «Инициативы СМИ и новых медиа»
- Фестиваль "Социально-значимых телепрограмм и телефильмов «Герой нашего времени — 2014», 1 место в номинации «Прорыв»
- Национальная премия «Хрустальный компас» в номинации «Лучшее освещение в СМИ»: рубрика «Экостудия»
- Лауреат премии имени Екатерины Дашковой (проект «Малые родины большого Петербурга»)
- «Золотой луч»: Юрий Зинчук — лауреат национальной премии в номинации «Лучший ведущий 2014»
- СеЗаМ-2014. Две награды: в номинации «За лучшее освещение жизни региона» — «Заповедная область со Степаном Бекетовым»; второй приз получил Алексей Михалев за программу «Кремль 1812. Спасенные сокровища»
- Юлия Миронова гран-при Международного фестиваля документального кино в Амстердаме idfa в номинации «Средний метр» фильм «Камчатка-лекарство от ненависти»
- «ТЭФИ-регион 2015» Обладателем бронзового «Орфея» стала программа «Пульс города» (номинация «Еженедельная информационно-аналитическая программа»), автор и ведущий — Юрий Зинчук
- «ТЭФИ-регион 2015»: программа «Папа, мама, я — спортивная семья» победила в специальной номинации «Спортивная семья».
- Премия Правительства Санкт-Петербурга в области журналистики в номинации «Лучшие телепрограммы» — за культурно-просветительский проект «Телевизионная театральная гостиная» в эфире телеканала «Санкт-Петербург» в 2016 году: автор и ведущий — Рудольф Фурманов.
- «ТЭФИ-регион 2019»: ведущая программы «Время суток. Интервью» Татьяна Элькина получила награду в номинации «Интервьюер»
- «ТЭФИ-капитал 2020»: сюжет программы «Вектор успеха» победил в номинации «Лучший репортаж в ежедневном выпуске новостей»[15].
- «ТЭФИ-регион 2021»: Юрий Зинчук победитель в номинации «Ведущий информационной программы»
- «ТЭФИ-регион 2021»: «Утро в Петербурге» победитель в номинации  «Ежедневная утренняя информационно - развлекательная программа»

## Руководители
Генеральные директора
- Юрий Зинчук[7] (с сентября 2010 — декабрь 2011 года)
- Андрей Мокров[7] (декабрь 2011 года — июль 2012 года)
- Сергей Боярский[7] (июль 2012 года — сентябрь 2016 года)
- Борис Петров (октябрь 2016 года — октябрь 2020)
- Александр Малькевич (январь 2021 года — сентябрь 2023 года)
- Екатерина Ходаринова (с сентября 2023 года по настоящее время)

Заместители генерального директора
- Юрий Зинчук (заместитель генерального директора по общественно-политическому вещанию)
- Ольга Разина (заместитель генерального директора по производству тематических программ и специальных проектов)
- Сергей Сыров (заместитель генерального директора по экономике и финансам)

## Санкции
13 июня 2024 года, на фоне российского вторжения на Украину, телеканал включён в санкционный список Канады против лиц и организаций вовлечённых в операции по дезинформации и пропаганде.